# 50 pierwszych randek
50 pierwszych randek (ang. 50 First Dates) – amerykańska komedia romantyczna z 2004 roku w reżyserii Petera Segala.

## Fabuła
Lekarz weterynarii Henry Roth mieszka na Hawajach, gdzie podrywa turystki. Pewnego dnia pierwszy raz w życiu zakochuje się. Jego wybranką jest nauczycielka plastyki Lucy Whitmore. Jednak jest jeden problem: Lucy traci codziennie pamięć, a Henry musi jej co dzień przypominać, że jest w niej zakochany.

## Obsada[1]
- Adam Sandler jako Henry Roth
- Drew Barrymore jako Lucy Whitmore
- Rob Schneider jako Ula
- Sean Astin jako Doug Whitmore
- Lusia Strus jako Alexa
- Dan Aykroyd jako dr Keats
- Amy Hill jako Sue
- Allen Covert jako Ten Second Tom
- Blake Clark jako Marlin Whitmore
- Maya Rudolph jako Stacy
- Pomaika'i Brown jako Nick
- Joe Nakashima jako starszy Hawajczyk
- Peter Dante jako ochroniarz
- Dom Magwili jako ochroniarz
- Jonathan Loughran jako Jennifer
- J.D. Donaruma jako Pablo

## Odbiór krytyczny
Film otrzymał mieszane recenzje; serwis Rotten Tomatoes na podstawie opinii ze 175 recenzji przyznał mu wynik 45%.